# Escape the Fate
«Escape the Fate» — американская рок-группа, образованная в городе Лас-Вегас, штат Невада, в 2004 году. Группа выпустила три EP и восемь полноформатных студийных альбомов. «Dying Is Your Latest Fashion» — дебютный альбом группы и единственный, в котором задействован вокал Ронни Радке. Альбом «This War Is Ours», выпущенный 21 октября 2008 года, был первым альбомом группы, в котором звучит голос Крэйга Мэббитта в качестве нового вокалиста. Их одноимённый третий альбом был выпущен 2 ноября 2010 года, сначала на крупном лейбле DGC / Interscope. Альбом «Escape the Fate» считается самым успешным альбомом на сегодняшний день. В 2013 году был выпущен четвёртый альбом группы «Ungrateful». В 2015 году вышел новый альбом под названием «Hate Me», в котором Escape the Fate существенно отошли от привычного для них сочетания пост-хардкора и металкора в сторону современного хард-рока.

## История группы

### Формирование группы и Dying Is Your Latest Fashion (2005–2006)
До формирования Escape the Fate, вокалист Ронни Радке, басист Макс Грин, барабанщик Роберт Ортис, ведущий гитарист Брайан Монте и ритм-гитарист Омар Эспиноса состояли в разных группах друг с другом. Брайан Монте позже создал группу «Escape the Fate» и пригласил в неё Омара Эспиносу, который в свою очередь пригласил Макса Грина в группу. Макс Грин позже пригласил Ронни Радке и Роберта Ортиса.
«Escape the Fate» имели успех на местной радиостанции и быстро приобрели много фанатов. В октябре 2005 г. они выиграли местное радио-соревнование, организованное группой My Chemical Romance. Приз — выступление на разогреве у MCR, Alkaline Trio и Reggie And The Full Effect во время тура.
Группа подписала контракт с Epitaph Records и выпустили дебютный EP c названием «There's No Sympathy for the Dead», состоявшего из пяти песен, в начале 2006 г. Позже две песни с этого альбома были включены в полнометражный альбом «Dying Is Your Latest Fashion». EP был спродюсирован Майклом Баскеттом, который помогал группе заработать внимание влиятельных звукозаписывающих компаний, а также фанатов. После выпуска «There's No Sympathy for the Dead», клавишник Карсон Аллен покидает группу, чтобы присоединиться к On the Last Day.
Летом группа поехала в тур, включая несколько выступлений в Warped Tour, впоследствии они продолжили тур вместе с Bullet for My Valentine и Eighteen Visions.
26 сентября 2006 года был выпущен первый полноценный студийный альбом «Dying Is Your Latest Fashion», который занимал среднюю планку в Billboard's Heatseeker и Top Independent чартах.

### Уход Эспиносы и Радке из группы (2007)
В конце 2007 ритм-гитарист Омар Эспиноса оставил группу по личным обстоятельствам. Он заявил в своём блоге на MySpace, что он оставил группу в хороший момент, и что он остаётся в хороших отношениях с членами «Escape the Fate». Он сказал, что продолжит поддерживать их несмотря ни на что. «Escape the Fate» останутся для него великой группой. Позже Ронни Радке уволили из группы, после того как он был приговорён к тюремному заключению в июне 2008 года из-за проблем с законом, связанных с наркотиками и соучастием в убийстве. Находясь в тюрьме, Ронни создал свою группу «Falling In Reverse» и продолжал заниматься творчеством. Его группа уже выпустила первое демо, которое было записано ещё до ареста Ронни. Радке был освобождён из тюрьмы в декабре 2010 года и сейчас находится в новой группе «Falling In Reverse».

### Появление Мэббитта и This War Is Ours (2008–2010)
После ухода Радке, бывшего вокалиста группы «Blessthefall» Крэйга Мэббитта попросили временно присоединиться к «Escape the Fate» в качестве временной замены, а затем в качестве постоянного члена группы. 6 мая 2008 «Escape the Fate» объявили, что Крэйг Мэббитт официально присоединился к группе. Мэббитт немедленно написал «This War Is Ours» — второй студийный альбом группы, который был издан 21 октября 2008 года. В альбом входят синглы «The Flood», «Something», «10 Miles Wide», и «This War Is Ours (The Guillotine II)». Это первый альбом «Escape the Fate», где Крэйг Мэббитт выступил в качестве вокалиста группы.
В 2009 году «Escape the Fate» планируют провести тур по США и Европе. Также группа заявлена в «Warped Tour 2009».
В 2010 году вышел новый альбом «Escape the Fate».

### Уход Макса Грина, обновление состава (2011–2013)
Летом 2011 года Макса Грина во время тура заменял Томас 'TJ' Белл, гитарист «Motionless In White». Макс написал, что не мог выступать из-за проблем с наркотиками. В 2012 году группа сделала официальное заявление, что Макс Грин покинул «Escape the Fate» и объявили обновленный состав, куда помимо старых участников вошли Томас 'TJ' Белл, покинувший «Motionless In White» и занявший место Грина и Майкл Мани, занявший место гитариста официально (до этого момента был так называемым «touring member»).

### Новый альбом и выход песен «Ungrateful» и «You're Insane» из грядущего альбома, а также клипы на эти песни (2013)
«Escape the Fate» объявили, что их новый альбом «Ungrateful» будет выпущен 14 мая 2013 года. На  момент 2013 года вышло 2 песни из будущего альбома, «Ungrateful» и «You're Insane». 7 марта 2013 года вышел клип на песню «Ungrateful», и клип на песню «You're Insane», который вышел 1 апреля 2013 года. А сам новый альбом группы вышел 12 мая.

### Уход Майкла и Монти Мани (2013)
В сентябре 2013 года Майкл и Монти Мани отказались поехать с группой в тур «Wrong Side of Heaven» и отправились в студию записывать песни для своего нового сольного проекта Money Brothers, объяснив это тем, что лейбл сделал из них "марионеток-рабов". По неофициальным данным причиной является отказ лейбла предоставить группе комфортабельный турбас. Позже в твиттере группы было объявлено, что на время тура на роль бас-гитариста будет возвращен Макс Грин, а соло-гитаристом станет Кевин Трэшер, ТиДжею же пришлось переместиться на ритм-гитару. После нескольких выступлений группа устроила видео-чат со своими фанатами, где поставила точку в этой истории, официально объявив о возвращении Макса Грина на бас-гитару.

### Объявление о совместном туре с «Falling In Reverse» (2013)
Известно, что Ронни Радке очень не понравилось то, что в 2008 году его место в группе занял именно Крейг Мэббит, с которым они были хорошими друзьями. Всё это вылилось в большое количество взаимных оскорблений на сцене и за её пределами. Тем неожиданнее стало их совместное интервью Alternative Press, в котором они принесли друг другу извинения и объявили о совместном туре «Bury the Hatchet Tour» по Америке, запланированном на 2014 год.

### Уход Макса Грина из группы (2014)
После совместного турне с  «Falling In Reverse», Макс Грин официально заявил об уходе из группы. Макс сообщает, что его решение об уходе из «Escape the Fate» вполне обдуманное и взвешенное. Он говорит о том, что ETF великие ребята, которые делают отличную музыку, но его видение музыки и группы другое и он не может с этим смириться. Поэтому с тяжёлым сердцем уходит, обещая радовать своим творчеством и выражая огромную любовь к фанатам.
На время ближайших концертов,  Макса заменяет Дэйви Ричмонд из британской металкор группы «Glamour of the Kill».

### Hate Me (2015–2017)
В мае 2015 группа отправилась в студию для работы над новым альбомом. 30 октября 2015 года состоялся его релиз, альбом получил название «Hate Me». Во время туров на роли сессионного басиста выступает Макс Георгиев. Также на некоторых концертах на бас-гитаре снова играл Макс Грин. В феврале 2016 во время одноимённого тура в поддержку нового альбома группа посетила Россию.

### I Am Human (2017–настоящее время)
3 ноября 2017 года группа выпустила первый сингл «Empire» с своего нового альбома «I Am Human», который должен был быть выпущен 16 февраля 2018 года, но позже релиз был перенесен на 30 марта 2018. Сингл «Broken Heart», с нового альбома, по состоянию на июль 2018 года, достиг 16-го места в чарте Billboard Mainstream Rock Songs.

## Участники
- Роберт Ортис — ударные, перкуссия (с 2004)
- Крэйг Мэббитт — вокал (с 2008)
- Томас 'TJ' Белл —  ритм-гитара, бэк-вокал (с 2013), бас-гитара (2012–2013; с 2014 в студии)
- Эрик Йенсен — бас-гитара, бэк-вокал (2017 (оф. 2022) — настоящее время)
- Мэтти Хоффман — соло-гитара (2022 — настоящее время)

### Бывшие участники
- Макс Грин — бас-гитара, бэк-вокал (2004–2011, 2013–2014)
- Ронни Радке — вокал (2004–2008)
- Омар Эспиноса — ритм-гитара, бэк-вокал (2004–2007)
- Карсон Аллен — клавиши, вокал (2005–2006)
- Майкл Мани — ритм-гитара (2008–2013)
- Брайан 'Монти' Мани — соло-гитара, бэк-вокал (2004–2013)
- Кевин 'Трэшер' Графт — соло-гитара, бэк-вокал, клавишные (с 2013 - 2021), бас-гитара (с 2014 - 2021 в студии)

### Бывшие концертные участники
- Зак Сандлер — бас-гитара, бэк-вокал (2011)
- Дэйви Ричмонд — бас-гитара (2014)
- Алекс Торрес — бас-гитара (2014;2015)
- Тайлер Берджесс — бас-гитара, бэк-вокал (2015)
- Макс Георгиев — бас-гитара, бэк-вокал (2015 - 2017)

## Дискография

### Студийные альбомы
| Название                     | Информация                                                                               |
| ---------------------------- | ---------------------------------------------------------------------------------------- |
| Dying Is Your Latest Fashion | - Релиз: 26 февраля 2006 - Лейбл: Epitaph Records - Формат: CD • Цифровая дистрибуция    |
| This War Is Ours             | - Релиз: 20 апреля 2008 - Лейбл: Epitaph Records - Формат: CD • Цифровая дистрибуция     |
| Escape the Fate              | - Релиз: 2 ноября 2010 - Лейбл: Epitaph Records - Формат: CD • Цифровая дистрибуция      |
| Ungrateful                   | - Релиз: 14 мая 2013 - Лейбл: Eleven Seven Music - Формат: CD • Цифровая дистрибуция     |
| Hate Me                      | - Релиз: 30 октября 2015 - Лейбл: Eleven Seven Music - Формат: CD • Цифровая дистрибуция |
| I Am Human                   | - Релиз: 30 марта 2018 - Лейбл: Better Noise Music - Формат: CD • Цифровая дистрибуция   |
| Chemical Warfare             | - Релиз: 28 июля 2021 - Лейбл: Better Noise Music - Формат: CD • Цифровая дистрибуция    |
| Out of the Shadows           | - Релиз: 1 сентября 2023 - Лейбл: Big Noise - Формат: CD • Цифровая дистрибуция          |
| Out of the Shadows 2.0       | - Релиз: 19 апреля 2024 - Лейбл: Big Noise - Формат: CD • Цифровая дистрибуция           |

### Мини-альбомы
| Название                              | Информация                                                        |
| ------------------------------------- | ----------------------------------------------------------------- |
| Escape the Fate (Demo) — EP           | - Релиз: 2005 - Лейбл: Собственный релиз                          |
| There's No Sympathy for the Dead — EP | - Релиз: 23 мая 2008 - Лейбл: Epitaph Records                     |
| Situations — EP                       | - Релиз: 2007 - Лейбл: Epitaph Records                            |
| Issues Remixes — EP                   | - Релиз: 11 января 2011 - Лейбл: DGC Records / Interscope Records |
| Chemical Warfare: B-Sides — EP        | - Релиз: 30 октября 2021 - Лейбл: Better Noise Music              |

## Синглы

### Официальные синглы
| Год  | Название                                        | Альбом                                |
| ---- | ----------------------------------------------- | ------------------------------------- |
| 2005 | «Not Good Enough for Truth in Cliché» (Demo)    | Escape the Fate (Demo) — EP           |
| 2006 | «There's No Sympathy for the Dead»              | There's No Sympathy for the Dead — EP |
| 2006 | «Not Good Enough for Truth in Cliché»           | Dying Is Your Latest Fashion          |
| 2007 | «Situations»                                    | Dying Is Your Latest Fashion          |
| 2008 | «The Flood»                                     | This War Is Ours                      |
| 2009 | «Something»                                     | This War Is Ours                      |
| 2009 | «10 Miles Wide»                                 | This War Is Ours                      |
| 2010 | «This War Is Ours (The Guillotine II)»          | This War Is Ours                      |
| 2010 | «Issues»                                        | Escape the Fate                       |
| 2010 | «City Of Sin»                                   | Escape the Fate                       |
| 2011 | «Gorgeous Nightmare»                            | Escape the Fate                       |
| 2013 | «Ungrateful                                     | Ungrateful                            |
| 2013 | «You're Insane»                                 | Ungrateful                            |
| 2013 | «One for the Money»                             | Ungrateful                            |
| 2014 | «Picture Perfect                                | Ungrateful                            |
| 2015 | «Just A Memory»                                 | Hate Me                               |
| 2015 | «Remember Every Scar»                           | Hate Me                               |
| 2015 | «Les Enfants Terribles (The Terrible Children)» | Hate Me                               |
| 2015 | «Alive»                                         | Hate Me                               |
| 2016 | «Breaking Me Down»                              | Hate Me                               |
| 2017 | «Do You Love Me?»                               | I Am Human                            |
| 2018 | «Broken Heart»                                  | I Am Human                            |
| 2018 | «I Am Human»                                    | I Am Human                            |
| 2020 | «Walk On»                                       | Chemical Warfare                      |
| 2020 | «Invincible» (feat. Lindsey Stirling)           | Chemical Warfare                      |
| 2021 | «Not My Problem» (feat. Travis Barker)          | Chemical Warfare                      |
| 2021 | «Lightning Strike»                              | Chemical Warfare                      |
| 2023 | «H8 MY SELF»                                    | Out of the Shadows                    |
| 2023 | «LOW»                                           | Out of the Shadows                    |
| 2023 | «Cheers to Goodbye» (feat. Spencer Charnas)     | Out of the Shadows                    |
| 2024 | «Masochistic Lovers» (with The Haunt)           | TBA                                   |
| 2024 | «M.O.N.S.T.E.R»                                 | TBA                                   |

### Промосинглы
| Год  | Название                                     | Альбом                 |
| ---- | -------------------------------------------- | ---------------------- |
| 2010 | «Massacre»                                   | Escape the Fate        |
| 2017 | «Empire»                                     | I Am Human             |
| 2018 | «Digging My Own Grave»                       | I Am Human             |
| 2020 | «Christmas Song»                             | без альбома            |
| 2021 | «Unbreakable»                                | Chemical Warfare       |
| 2022 | «Darkness» (with Mitch Jones & Judge & Jury) | без альбома            |
| 2022 | «Alive» (with SNAILS)                        | без альбома            |
| 2022 | «Burn» (with HIGHSOCIETY)                    | без альбома            |
| 2024 | «Dearly Departed» (feat. Bert McCracken)     | Out of the Shadows 2.0 |

### Как приглашённый артист
| Год  | Название                                                           | Альбом         |
| ---- | ------------------------------------------------------------------ | -------------- |
| 2021 | «The Comeback» (All Good Things feat. Craig Mabbitt)               | A Hope In Hell |
| 2024 | «Play The Game» (Adventure Club & Bear Grillz feat. Craig Mabbitt) | без альбома    |

## Видеография
| Год                     | Клип                                                 | Режиссёр                              | Альбом                                | Примечание |
| ----------------------- | ---------------------------------------------------- | ------------------------------------- | ------------------------------------- | ---------- |
| 2005                    | - Not Good Enough for Truth in Cliché (Demo)         | Джей Рейес                            | Escape the Fate (Demo) — EP           |            |
| 2006                    | - There's No Sympathy for the Dead                   | неизвестно                            | There's No Sympathy for the Dead — EP |            |
| 2007                    | - Not Good Enough for Truth in Cliché                | неизвестно                            | Dying Is Your Latest Fashion          |            |
| 2007                    | - Situations                                         | Зак Мерк                              | Dying Is Your Latest Fashion          |            |
| 2008                    | - The Flood                                          | Зак Мерк                              | This War Is Ours                      |            |
| 2009                    | - Something                                          | Зак Мерк                              | This War Is Ours                      |            |
| 2009                    | - 10 Miles Wide                                      | Эллиот Диллман                        | This War Is Ours                      |            |
| 2010                    | - This War Is Ours (The Guillotine II)               | Эллиот Диллман                        | This War Is Ours                      |            |
| 2010                    | - Issues                                             | П. Р. Браун                           | Escape the Fate                       |            |
| 2010                    | - City Of Sin                                        | Робби Старбак                         | Escape the Fate                       |            |
| 2011                    | - Gorgeous Nightmare                                 | Робби Старбак                         | Escape the Fate                       |            |
| 2013                    | - Ungrateful                                         | Фрэнки Нассо                          | Ungrateful                            |            |
| 2013                    | - You're Insane                                      | Фрэнки Нассо                          | Ungrateful                            |            |
| 2013                    | - One for the Money                                  | неизвестно                            | Ungrateful                            |            |
| 2014                    | - Picture Perfect                                    | Фрэнки Нассо                          | Ungrateful                            |            |
| 2015                    | - Just A Memory                                      | Дейл "Рэдж" Рестегини                 | Hate Me                               |            |
| 2015                    | - Alive                                              | Дейл "Рэдж" Рестегини и Крейг Мэббитт | Hate Me                               |            |
| 2016                    | - Remember Every Scar                                | Робин Август                          | Hate Me                               |            |
| 2016                    | - Les Enfants Terribles (The Terrible Children)      | Бритт Бойс                            | Hate Me                               |            |
| 2016                    | - Breaking Me Down                                   | Ори МакДжиннесс                       | Hate Me                               |            |
| 2018                    | - Broken Heart                                       | Фрэнки Нассо                          | I Am Human                            |            |
| 2018                    | - I Am Human                                         | Робин Август                          | I Am Human                            |            |
| 2019                    | - Do You Love Me?                                    | Робин Август                          | I Am Human                            |            |
| 2020                    | - Walk On                                            | неизвестно                            | Chemical Warfare                      |            |
| 2020                    | - Invincible (feat. Lindsey Stirling)                | Сэмюэл Гонсалес мл.                   | Chemical Warfare                      |            |
| 2020                    | - Christmas Song                                     | Джейкоб Рейнольдс                     | без альбома                           |            |
| 2021                    | - Not My Problem (feat. Travis Barker)               | Mooch                                 | Chemical Warfare                      |            |
| 2021                    | - Lightning Strike                                   | Mooch                                 | Chemical Warfare                      |            |
| 2023                    | - H8 MY SELF                                         | Ори МакДжиннесс                       | Out of the Shadows                    |            |
| 2023                    | - LOW                                                | Джейкоб Рейнольдс                     | Out of the Shadows                    |            |
| 2023                    | - Cheers to Goodbye (feat. Spencer Charnas)          | Джейкоб Рейнольдс                     | Out of the Shadows                    |            |
| 2024                    | - Masochistic Lovers (with The Haunt)                | неизвестно                            | TBA                                   |            |
| Как приглашённый артист |                                                      |                                       |                                       |            |
| 2021                    | - The Comeback (All Good Things feat. Craig Mabbitt) | неизвестно                            | A Hope In Hell                        |            |